# Карета (костенурка)
Вижте пояснителната страница за други значения на Карета.
Карета (Caretta caretta) е вид костенурка, представител на семейството на морските костенурки (Cheloniidae), единствена в рода си. Забелязвана е в териториалните води на България. Достига дължина до 100 cm.
Каретата се среща в умерените, субтропичните и тропичните морета по целия свят. В Черно море попада много рядко, преминавайки случайно през Дарданелите и Босфора. По българския бряг са улавяни два екземпляра - при Приморско и Шабла. За последен път карета е уловена в Черно море на румънския бряг през 1967 г.
Основната храна на каретата се състои от ракообразни миди, риба, медузи, по-рядко водорасли. Снася до 150 яйца с размер около 40 mm.